# 城西大学体育会サッカー部
城西大学体育会サッカー部（じょうさいだいがく たいいくかいサッカーぶ）は埼玉県坂戸市にある城西大学のサッカークラブである。

## 概要・歴史
1968年（昭和43年）創部。2007年に関東大学サッカーリーグ初昇格を果たすも、1年で埼玉県大学サッカーリーグに降格。2011年に再び昇格するも、今度も1年で降格となった。2020年9月、新拠点として坂戸キャンパス北にJOSAI SPORTS FIELDが完成。2021年シーズンは埼玉県大学サッカーリーグを無敗で制し、さらに関東大学サッカー大会を勝ち抜き11年ぶりとなる関東大学サッカーリーグ昇格を果たした。
2021年春、卒業生の片倉誠也がJ2リーグのツエーゲン金沢に加入し、大学出身者初のJリーガーとなった。

## 主な成績
- 埼玉県大学サッカーリーグ
  - 優勝：(2021年)
- 埼玉県サッカー選手権大会（兼天皇杯全日本サッカー選手権大会埼玉県予選）
  - 優勝： (1999)
  - 準優勝：（2009, 2015）

## 主な出身選手
- 片倉誠也（2020年度卒）
- ンドカ・チャールス（2020年度卒）